# Tony Nari
Tony Nari est un homme politique vanuatais.

## Biographie
Candidat pour le « groupe Iauko » de Harry Iauko, il entre au Parlement de Vanuatu comme député de l'île de Pentecôte aux élections législatives de 2012. Début janvier 2013, après la mort de Harry Iauko, il succède à ce dernier comme chef du groupe, et comme ministre des Infrastructures publiques dans le gouvernement de coalition de Sato Kilman. Il n'est ministre que deux mois, le gouvernement Kilman perdant la confiance du Parlement en mars. Simple député de la majorité parlementaire du gouvernement Natuman à partir de mai 2014, il en est exclu en juillet avec Marcellino Pipite et Samson Samsen, pour avoir soutenu une motion de défiance déposée par le député d'opposition Moana Carcasses contre le gouvernement. 
En juin 2015, à la chute du gouvernement Natuman, il est à nouveau nommé ministre des Infrastructures publiques dans le gouvernement Kilman V. En octobre, le vice-Premier ministre Moana Carcasses est reconnu coupable par la justice d'avoir soudoyé Tony Nari et d'autres députés pour renverser Natuman et ainsi permettre l'élection de Sato Kilman par le Parlement. Sont reconnus coupables de corruption cinq ministres (Moana Carcasses, Tony Nari, Paul Telukluk, Serge Vohor et Willie Jimmy), le président du Parlement Marcellino Pipite et huit autres députés. Tony Nari est condamné à trois ans de prison fermes, ainsi qu'à une peine d'inéligibilité de dix ans, ce qui entraîne sa destitution du Parlement et du gouvernement,,.
À sa sortie de prison en août 2017, ayant bénéficié d'une libération conditionnelle, il affirme qu'il n'avait pas mérité d'être incarcéré, ajoutant que beaucoup de dirigeants ont détourné de l'argent public sans être inquiétés. En avril 2018 il plaide coupable pour tentative d'entrave à la justice, pour avoir sollicité et obtenu en 2015 une grâce présidentielle de la part du président du Parlement, Marcellino Pipite, qui était lui-même l'un des condamnés et n'était pas habilité à l'accorder,. Le juge, prenant en compte le fait que Tony Nari a poussé avec « enthousiasme » les autres députés à participer à ce complot pour obtenir une grâce illicite, le condamne en juin à trois ans et six mois de prison fermes,.
Il est gracié par le président de la République Tallis Obed Moses en juillet 2020, ce qui lève sa peine d'inéligibilité. Cela lui permet de se présenter -cette fois comme candidat du Mouvement coutumier de l'île de Pentecôte (Pentecost Aelan Kastom Movment)- aux élections législatives anticipées d'octobre 2022, auxquelles il est toutefois très largement battu.